# Cerastium banaticum
Cerastium banaticum là loài thực vật có hoa thuộc họ Cẩm chướng. Loài này được (Rochel) Heuff. mô tả khoa học đầu tiên năm 1828.